# Attagenus kratochvili
Attagenus kratochvili es una especie de coleóptero de la familia Dermestidae.

## Distribución geográfica
Habita en Burkina Faso y Malí.